# Jean Cardot
Pour les articles homonymes, voir Cardot.
Jean Cardot est un sculpteur français né le 20 juillet 1930 à Saint-Étienne (Loire) et mort le 13 octobre 2020 à Paris.
Il est élu membre de l’Académie des beaux-arts de l'Institut de France le 9 novembre 1983 au fauteuil de Paul Belmondo. Il est président de l’Académie des beaux-arts en 1992 et 1997.

## Biographie
De 1941 à 1956, Jean Cardot fréquente successivement l'école des beaux-arts de Saint-Étienne, puis celle de Lyon, et enfin l’École nationale supérieure des beaux-arts de Paris dans les ateliers de Marcel Gaumont et d'Alfred Janniot. Après l’obtention d’un premier second grand prix de Rome en 1956, il séjourne à la Casa de Velázquez à Madrid de 1957 à 1959.
Dès 1961, année où il obtient le prix Antoine-Bourdelle et le prix Brantôme de sculpture, il entre comme professeur, chef d'atelier à l’École des beaux-arts de Lyon.
En 1974, il est nommé chef d’atelier de sculpture en taille directe à l’École nationale supérieure des beaux-arts à Paris. Il enseigne dans cet atelier jusqu'en 1995. À partir de 1983, il devient inspecteur général des ateliers beaux-arts de la Ville de Paris.

## Réalisations monumentales
Jean Cardot a réalisé des œuvres monumentales qui s’associent à l’architecture. Il réalise en 1962 la Madone de Bouthéon, à l'occasion du centenaire de l'église Saint-Laurent. En 1967, il sculpte en terre le Taureau mourant pour un lycée de Saint-Étienne, fondu en bronze. En 1969, sa sculpture fontaine en granit orne le centre hospitalier universitaire de Saint-Étienne. En 1973-1975, son Monument à la Résistance et à la Déportation du Val-de Marne, fonte d'aluminium, choisi sur concours, est érigé à Créteil.
La réalisation de grandes commandes publiques prend alors une place essentielle dans son œuvre. Une partie de son travail a porté sur les effigies monumentales de grands personnalités du XIXe siècle et du XXe siècle : Statue de Thomas Jefferson (2006, Paris, passerelle Léopold-Sédar-Senghor) ; La Grande-duchesse Charlotte de Luxembourg (1989-1990, Luxembourg) ; Pierre de Coubertin (1993, Paris, siège du Comité national olympique et sportif français) ; Winston Churchill (1998, Paris, devant le Petit Palais, côté Seine) ; Monument au général de Gaulle (2000, Paris, place Clemenceau) ; Jacques Chaban Delmas (2012, Bordeaux, place Pey-Berland). Ces œuvres en bronze ont été fondues par la fonderie de la Fondation de Coubertin à Saint-Rémy-lès-Chevreuse.
Il est aussi l'auteur en 1979 d'une sculpture représentant un troupeau de moutons, exposée devant la centrale nucléaire de Cattenom en Moselle.
Il réalise la Flamme de la liberté en bronze, d'une hauteur de 3,85 m, symbolisant l'amitié franco-américaine, inaugurée le 14 juin 2008 en présence du président des États-Unis : une commande privée à l'initiative de l'ambassadeur des États-Unis Craig Roberts Stapleton, de son épouse et de Marc Ladreit de Lacharrière, cette œuvre est installée dans les jardins de la résidence de l'ambassadeur des États-Unis à Paris.[réf. nécessaire]